# Droopy
Pies Droopy (ang. Droopy Dog) – fikcyjna postać z kreskówek Texa Avery’ego, będąca antropomorficznym basetem Hound.

## Charakterystyka
W przeciwieństwie do większości postaci stworzonych przez reżysera, Droopy charakteryzuje się wyjątkową powolnością, a nawet letargią. Bardzo rzadko ma inny wyraz twarzy niż pośredni między smutkiem i neutralnością. Bezproblemowo pokonuje wszelkie przeciwności losu. Złapany w pułapkę, pojawia się w najmniej spodziewanym miejscu, nawet nie próbując jej pokonać. Gdy kogoś ściga, ofiara zawsze się na niego natknie. Wykańcza ją poprzez bezcelową ucieczkę. Jeśli pozwala jej wygrać, to tylko gdy zwycięstwo okaże się pyrrusowe.

## Filmy
Pierwszy raz pies ten pojawił się w siedmiominutowym filmie pt. Dumb Hounded (1943), nie posiadając wtedy jednak jeszcze własnego imienia. Jako Droopy znany jest od roku 1945, gdy pojawił się w The Shooting of Dan McGoo.
W 1954 roku, Avery zastąpiony został przez swojego asystenta, Michaela Laha, który sprawił, że jeden z filmów o Droopim – One Droopy Knight – nominowany został do Oskara w 1957.
Droopy pojawia się również (pobocznie) w filmach z Tomem i Jerrym.